# 쓰이키 기지
쓰이키 기지(일본어: 築城基地)는 일본 후쿠오카현 지쿠조군 지쿠조정에 위치한 항공자위대의 기지이다. 제8항공단이 주둔해 있다.
1942년, 일본 제국 해군에서 건설하였으며, 해군 항공대의 비행장으로 쓰였다.

## 주둔
- 서부항공방면대
  - 제8항공단 사령부
    - 제6비행대 (F-2, T-4)
    - 제304비행대 (F-15J/DJ, T-4)

  - 제2고사군
    - 제7고사대 (패트리어트 PAC-3)

  - 서부항공 설비대
    - 제3작업대
- 항공지원집단
  - 항공 보안 관제군
    - 쓰이키 관제대

  - 항공 기상군
    - 쓰이키 기상대
- 방위대신 직할
  - 항공 경무대
    - 쓰이키 지방 경무대